# میدوی، شهرستان پارک، ایندیانا
میدوی (به انگلیسی: Midway) یک منطقهٔ مسکونی در ایالات متحده آمریکا است که در شهرستان پارک، ایندیانا واقع شده‌است. میدوی ۱۶۴ متر بالاتر از سطح دریا واقع شده‌است.